# Brett Tucker
Brett Alan Tucker (født 21. maj 1972 i Melbourne, Australia) er en australiesk skuespiller og sanger. Han er søn af Ken og Janice Tucker, og voksede op i Yarra Valley, der ligger i delstaten Victoria, sammen med sine tre bødre Nicky, Mark og David .
Han gik på National Theatre Drama School i og havde sin debut som skuespiller i 1994 i episoden  ”Snowy River: The McGregor Saga”. Han er bedst kendt for sin rolle som dyrlægen Dave Brewer i McLeod's Daughters, men mange kender ham også som Daniel Fitzgerald i serien Neighbours.
Fra 1999-2000 spillede han første gang med i Neighbours, og sent i 2007 vendte han tilbage til serien og rollen.  I juni blev det så annonceret at han ville forlade serien . 
I 2008 begyndte han at komme sammen med sin medspiller Eliza Taylor-Cotter fra Neighbours, men parret gjorde det fordi efter 10 måneder .

## Film og tv-roller
Brett har spillet med i en del film og tvserier, hvilket inkluderer:
2010
CSI NEW YORK 
- The 34th Floor (7.01)

2009/2010
LEGEND OF THE SEEKER
- Perdition (2.10)

2007
NEIGHBOURS

2007
Crossing the line
Vermutlich in Produktion

2006
The woman in black

2003-2006
MCLEOD`S DAUGHTERS

2005
The great raid

2002+2003
BLUE HEELERS
- Dancing on the edge (9.12)
- Love in (10.11)

2003
The Extreme Team

2002
The outsider

2002
THE LOST WORLD
- The imposters

2001
Backlands

2001
Blonde

2001
Mallboy

2001
Code Red

2001
The saddle club

2000
Halifax f.p.: The Spider and the fly

1997
The last of the Ryans

1995
NEIGHBOURS
- Episode 1.2348

1994
SNOWY RIVER: THE McGREGOR SAGA
- The cutting edge (2.13)

## External links
- Brett Tucker på Internet Movie Database (engelsk)
- Brett Tucker på AlloCiné (fransk)
- Brett Tucker på AllMovie (engelsk)
- Brett Tucker på Rotten Tomatoes (engelsk)
- Brett Tucker på The Movie Database (engelsk)

### Fodnoter
1. ↑  "Q&A Brett Tucker (Dave Brewer)". Arkiveret fra originalen 6. juli 2011. Hentet 13. februar 2011.
2. ↑  "Pippa Black And Brett Tucker Leaving :: Neighbours Source". Arkiveret fra originalen 14. oktober 2010. Hentet 13. februar 2011.
3. ↑  Rumours of romance between Ricki-Lee Coulter and Brett Tucker | The Daily Telegraph (Webside ikke længere tilgængelig)